# Lapinlahti
Lapinlahti [ˈlɑpinlɑhti] (schwedisch Lapinlax) ist eine Gemeinde in der finnischen Region Savo mit 9099 Einwohnern (Stand 31. Dezember 2022). Sie liegt in der Landschaft Nordsavo 24 Kilometer südlich der Stadt Iisalmi und 60 Kilometer nördlich von Kuopio.

## Geografie

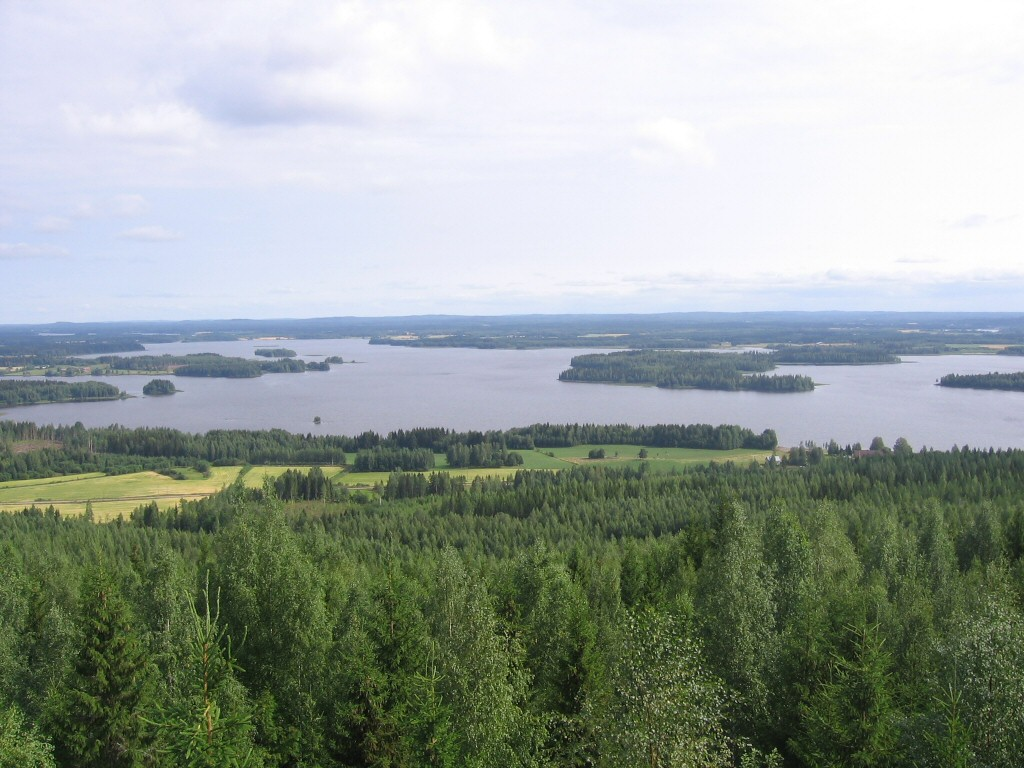
Blick von Väisälänmäki

Der Onkivesi-See teilt die Gemeinde in einen westlichen und einen östlichen Teil. Neben dem Kirchdorf von Lapinlahti am Ostufer des Onkivesi mit 4000 Einwohnern hat Lapinlahti zwei weitere Siedlungszentren, Nerkoo und Alapitkä. Alle drei liegen an der Staatsstraße 5, die Finnland in Nord-Süd-Richtung durchquert. Daneben gehören zum Gemeindegebiet die Dörfer Alapitkä, Heinäaho, Horsmanmäki, Karvasalmi, Kivistö, Kiukonmäki, Lappetelä, Leppälahti, Luhi, Martikkala, Mäkikylä, Mäntylahti, Ollikkala, Pajujärvi, Pitkämäki, Puoliväli, Pällikäs, Tölvä und Väisälänmäki. Mit der Fusion mit der Gemeinde Varpaisjärvi kamen am 1. Januar 2011 noch Varpaisjärvi und die Dörfer Juminen, Korpinen, Kärsämäki, Lukkarila, Pitkälänmäki, Sutela, Korpijärvi, Petäys-Paloinen, Karsanlahti, Syvärinpää, Jonsa, Urimolahti und Lukkarila hinzu.
Der Ostteil des Gemeindegebiets ist hügelig. Dort befindet sich auch die 220 Meter hohe Anhöhe Väisälänmäki. Der Väisälänmäki gehört dank seiner malerischen Aussicht über die umliegende Seenlandschaft zur offiziellen Liste der finnischen „Nationallandschaften“.

## Politik
Dominierende politische Kraft in Lapinlahti ist die bäuerlich-liberale Zentrumspartei. Nach der Wahl 2017 ist sie mit knapp 40 % der Stimmen und 13 der 31 Sitze die mit Abstand stärkste Partei im Gemeinderat. Zweitstärkste Partei wurden die rechtspopulistischen Wahren Finnen mit fünf Sitzen. Ebenfalls im Gemeinderat vertreten sind die Christdemokraten mit vier Sitzen, die Sozialdemokraten und das Linksbündnis mit je drei Abgeordneten, die konservative Nationale Sammlungspartei mit zwei Sitzen sowie der Grüne Bund mit einem Vertreter. Die Kommunistische Partei Finnlands stellt mit 0,3 % der Stimmen keinen Vertreter im Gemeinderat.
| Partei                          | Wahlergebnis 2017 | Sitze   |
| ------------------------------- | ----------------- | ------- |
| Finnische Zentrumspartei        | 39,1 % (−1,8)     | 13 (−2) |
| Wahre Finnen                    | 15,2 % (−3,1)     | 5 (−2)  |
| Christdemokraten                | 14,7 % (+11,5)    | 4 (+3)  |
| Sozialdemokraten                | 11,1 % (+0,6)     | 3 (−1)  |
| Linksbündnis                    | 10,0 % (+0,3)     | 3 (±0)  |
| Nationale Sammlungspartei       | 6,1 % (−3,4)      | 2 (−1)  |
| Grüner Bund                     | 3,7 % (+0,8)      | 1 (±0)  |
| Kommunistische Partei Finnlands | 0,3 % (−0,3)      | 0 (±0)  |

## Verkehr

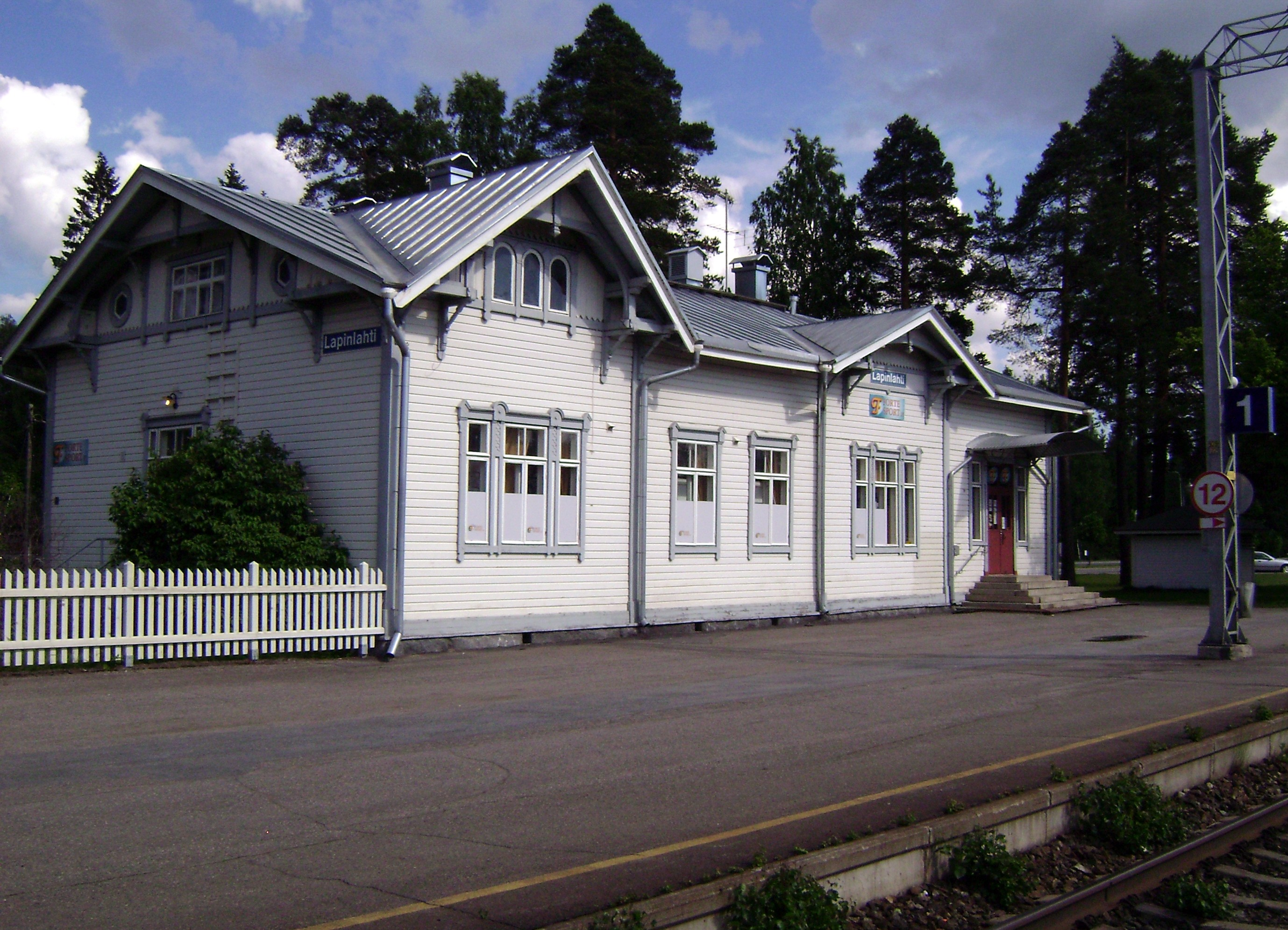
Der Bahnhof von Lapinlahti ist noch ein traditioneller Holzbau.

Über die Savo-Bahn, die von Kouvola nach Iisalmi führt, ist Lapinlahti an das finnische Schienennetz angebunden. Im Gemeindegebiet verläuft die Staatsstraße 5, die vom Süden Finnlands bis nach Lappland im Norden geht, weitgehend parallel zur Eisenbahnlinie.

## Sport
In Lapinlahti werden seit 2002 regelmäßig internationale FIS-Rennen im Skilanglauf durchgeführt. Manche international erfolgreichen Athleten haben dort erste Erfolge erzielt, wie z. B. der Norweger Petter Northug, der als 18-Jähriger im Februar 2005 Zweiter in einem Rennen des Scandinavien-Cups wurde.

## Söhne der Gemeinde

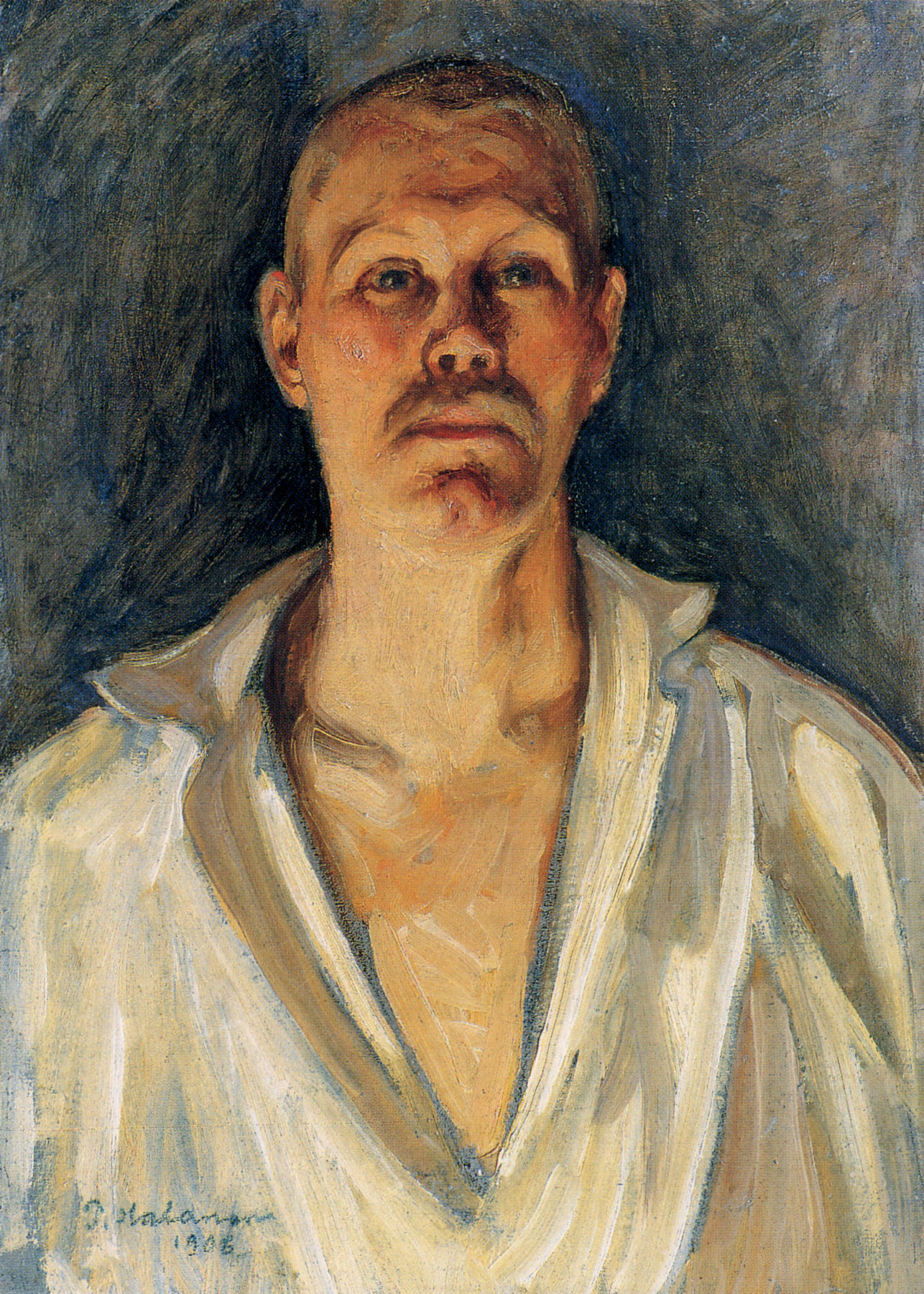
Das Selbstporträt Pekka Halonens von 1906 hängt heute im Ateneum in Helsinki

- Paavo Ruotsalainen (1777–1852), finnischer Bauer und Laienprediger und Führer der finnischen Erweckungsbewegung.
- Juhani Aho (1861–1921), finnischer Schriftsteller und Journalist, Mitbegründer der Zeitung Päivälehti.
- Pekka Halonen (1865–1933), finnischer Maler, der vor allem durch seine Landschaftsbilder bekannt wurde.
- Eemil Halonen (1875–1950), finnischer Bildhauer